# Tradisom
A Tradisom é uma editora discográfica portuguesa criada em 1992 em Macau. Também funciona como editora de livros relacionados com música portuguesa.

## História
José Moças, natural do Alentejo, fundou a Tradisom no ano de 1992 quando esteve a trabalhar em Macau. Considerado especialista no estudo, recuperação e edição de fontes históricas de música, é também um notório colecionador de discos de 78 rotações. Através da Tradisom, tem vindo a publicar uma parte da sua coleção em séries temáticas, tal como Portuguese Sound Archives (10 volumes), Fado (5 volumes) e Popular music (5 volumes).
Do programa editorial constam edições de fado e música tradicional portuguesa e suas variantes espalhadas pelo mundo, mas também música clássica, poesia e outros. Assim, a edição do CD-duplo Cancioneiro do Cante Alentejano em 2013 foi uma das iniciativas que apoiaram a candidatura do Cante Alentejano para o Património Cultural Imaterial da Humanidade, reconhecida pela UNESCO em 2014.
Além dos livretos que acompanham as edições de CD e vinil, a Tradisom ainda edita livros sobre temáticas musicais e culturais.
Em 2010, a Tradisom disponibilizou a filmografia completa de Michel Giacometti, em parceria com o jornal Público. Da coleção de 12 livros (com 10 DVDs e 3 CDs) é de destacar a série Povo que canta, programa televisivo realizado pelo etnólogo francês para a RTP entre 1970 e 1974.
Em 2016 edita o livro "O Povo que ainda canta", que inclui 8 DVD´s, parte deles reproduzindo a série homónima da televisão portuguesa com 26 episódios. Nesses DVD´s incluiu-se ainda um Video Cancioneiro com filmagens realizadas por todo o país, nunca emitidas na referida série.

## Programa editorial

### Artistas

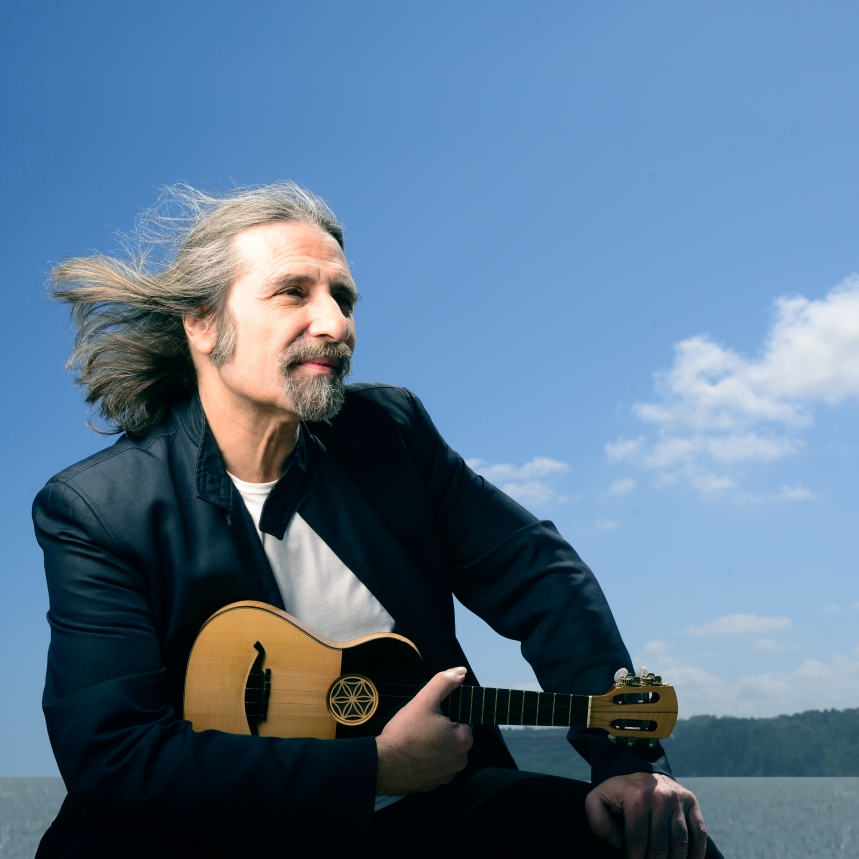
Fotografia tirada para a capa do álbum Cavaquinho.pt de Júlio Pereira, editado pela Tradisom em 2014

Alguns músicos e compositores que foram editados pela Tradisom:
- Amália Rodrigues
- Armandinho
- Brigada Victor Jara
- Carlos Damas
- Ercília Costa
- Júlio Pereira
- Isabel Silvestre
- Pedro Caldeira Cabral
- Vianna da Motta
- Maria Alice
- Maria Silva (Mariasinha)
- Celestina Luisa
- Alfredo Marceneiro

### Compilações
A Tradisom editou coletâneas e séries sobre várias temáticas musicais, entre elas:
- Fado em discos de 78 rotações
- Cante Alentejano
- versões internacionas da canção Coimbra
- Tunas
- música de influência portuguesa em lugares marcados pelos descobrimentos portugueses, tal como Mata-kantiga em Malaca

### Livros
Além dos livretos acompanhantes das edições de CD e vinil, a Tradisom ainda edita livros, também acompanhados muitas vezes por CDs, tal como:
- José Alberto Sardinha: A Viola Campaniça - O Outro Alentejo - livro sobre a viola campaniça, acompanhado por 2 CD´s
- Paulo Lima, Augusto Brázio (fotos): O Fado Operário no Alentejo, acompanhado por 2 CDs
- José Alberto Sardinha: As Tunas do Marão, livro sobre as tunas rurais do Marão, acompanhado por 4 CDs
- Carlos Clara Gomes: Auto da Fonte dos Amores - Pedro e Inês, livro e CD da ópera sobre a história de Inês de Castro e D. Pedro I.
- José Alberto Sardinha: A Origem do Fado, acompanhado por 4 CDs
- Judite dos Santos Correia da Cruz: As tradições portuguesas em França, livro e 2 CDs sobre o folclóre português na diáspora portuguesa em França
- Ramiro Guinazu: Amália no Mundo, livro com LP e 2 CDs sobra as gravações internacionais da Amália, acompanhado por 2 CDs